# ジェリー・ラゴヴォイ
ジョーダン・"ジェリー"・ラゴヴォイ（Jordan "Jerry" Ragovoy、1930年9月4日 - 2011年7月13日）は、アメリカ合衆国のソングライター、音楽プロデューサー。
ラゴヴォイの作品で最も知られているのは、ノーマン・ミード(Norman Meade)という筆名で発表した「タイム・イズ・オン・マイ・サイド」である。この曲はカイ・ウィンディングによって発表され、ソウル歌手のアーマ・トーマスにも録音されたが、ローリング・ストーンズが取り上げたことで有名になった。彼はまた、「ステイ・ウィズ・ミー (Stay with Me)」の作者でもある。この曲のオリジナルはロレーン・エリソン(Lorraine Ellison)によってレコーディングされ、メアリー・J. ブライジによって2007年の第49回グラミー賞の授賞式でメドレーに組み込まれて歌われた。
ラゴヴォイは、東海岸のソウルミュージックを陰で支えた重要な人物であり、1960年代においてニューヨークやフィラデルフィアから生まれたソウルの古典的名作とされるレコードに関わって、しばしばゴスペル的な感覚のある曲を、単独ないし共作で書いていた。代表的作品としては上述の「タイム・イズ・オン・マイ・サイド」、「ステイ・ウィズ・ミー」のほか、後にジャニス・ジョプリンがカバーしたガーネット・ミムズの「クライ・ベイビー」、アーマ・フランクリンの「心のかけら (Piece of My Heart)」、ハワード・テイトの「愛は生きているうちに (Get It While You Can)」などが挙げられる。 彼はまた、一流のソウルのレコードにプロデューサーや編曲者としても関わった。

## 経歴
ラゴヴォイは、ペンシルベニア州フィラデルフィアで、ハンガリー出身のユダヤ人検眼士の息子として生まれた。 ラゴヴォイがレコード制作の関わるようになったのは、ザ・キャステラーズ(The Castelles)の1953年の曲「My Girl Awaits Me」が最初だった。
ラゴヴォイは、ファビアンやフランキー・アヴァロンのヒットを出していたフィラデルフィアのチャンセラー・レコード(Chancellor Records)で働き、1962年にBillboard Hot 100の22位まで上昇した The Majors の「A Wonderful Dream」を書いた。このころから、ラゴヴォイは、もうひとりの白人ソウル・ソングライター/プロデューサー、バート・バーンズ(Bert Berns)との共作も始めており、1963年にBillboard Hot 100の4位まで上昇したガーネット・ミムズ・アンド・ジ・エンチャンターズの「クライ・ベイビー」も、この2人の共作であった。
同じくバーンズとの共作である有名な「心のかけら」は1967年にアーマ・フランクリンによってシングル発表され、1968年にジャニス・ジョプリンを擁するビッグ・ブラザー・アンド・ザ・ホールディング・カンパニー（Big Brother and the Holding Company）が発表したセカンド・アルバムに収録されたカバーで広く知られるようになった。1966年から1968年までの間、ラゴヴォイは、音楽プロデューサー兼ソングライターとしてワーナー・ブラザース・レコード傘下のロマ・レコード(Loma Records)で働いた。ジャニス・ジョプリンが取り上げたラゴヴォイの曲はほかにも、もともとロマ・レコードからロレーン・エリソンが出した「Try (Just a Little Bit Harder)」、上述の「クライ・ベイビー」、「愛は生きているうちに」、そして「My Baby」がある。ジョプリンが1970年に急死する前に、ラゴヴォイは彼女の次のアルバムのために「I'm Gonna Rock My Way to Heaven」（天国までロックし続けていく、の意）を用意していた。この曲はラゴヴォイが2011年7月に亡くなる直前まで録音されることも演奏されることもなかったが、ジョプリンを取り上げたミュージカル『One Night with Janis Joplin』（作・演出：Randy Johnson、編曲・音楽監督：Len Rhodes）で取り上げられ、演奏された。2011年5月27日にオレゴン州ポートランドのポートランド・センター・ステージ(Portland Center Stage)でこの作品がプレミア公開初日を迎えたときには、ラゴヴォイも客席にいた。
ラゴヴォイは、ボニー・レイットやミルクウッド(Milkwood)のプロデュースも手がけていた。しかし彼の音楽産業への貢献は、1970年代以降は縮小していった。
1973年、ラゴヴォイは、ミュージカル『ほっといてくれ、僕は知らない』からのアルバムで、第15回グラミー賞においてオリジナル・キャスト・ショー・アルバム作曲賞をプロデューサーとして獲得した。
2003年、ラゴヴォイは、再びハワード・テイトと組み、作・編曲、プロデュースを担当して、CD『Rediscovered』をリリースした。
2008年には、英国のエース・レコードが、『The Jerry Ragovoy Story: Time Is on My Side』と題して、ラゴヴォイ作品のコンピレーション・アルバムを出した。
ラゴヴォイは、2011年7月13日に脳卒中後の合併症により、ニューヨーク市マンハッタンにて死去。80歳だった。

## 代表作
| タイトル                                              | オリジナル盤アーティスト                         | その他の録音 |  |
| ----------------------------------------------------- | ------------------------------------------------ | --- |  |
| "About This Thing Called Love"                        | ファビアン                                       | |  |
| "Ain't Nobody Home"                                   | ハワード・テイト                                 | B.B.キング、ボニー・レイット |  |
| "All I Know is The Way I Feel"                        | アーマ・トーマス                                 | ハワード・テイト、ポインター・シスターズ |  |
| "A Wonderful Dream"                                   | ザ・メジャーズ                                   | |  |
| "Cloudy with a Chance of Tears"                       | ザ・マンハッタンズ                               | |  |
| "Cry Baby"                                            | ガーネット・ミムズ・アンド・ジ・エンチャンターズ | ジャニス・ジョプリン |  |
| "Eight Days on the Road"                              | ハワード・テイト                                 | アレサ・フランクリン、フォガット |  |
| "Either Side of the Same Town"                        | ハワード・テイト                                 | エルヴィス・コステロ |  |
| 愛は生きているうちに "Get It While You Can"           | ハワード・テイト                                 | ジャニス・ジョプリン |  |
| "Heart Be Still"                                      | ロレーン・エリソン                               | |  |
| "I Can't Wait Until I See My Baby's Face"             | ベイビー・ワシントン                             | アレサ・フランクリン、ダスティ・スプリングフィールド、ディオンヌ・ワーウィック、マデリーン・ベル、パット・トーマス                              |  |
| "I'll Make It Up to You"                              | ガーネット・ミムズ・アンド・ジ・エンチャンターズ | マンフレッド・マン |  |
| "I'll Take Good Care of You"                          | ガーネット・ミムズ・アンド・ジ・エンチャンターズ | |  |
| "It's Been Such a Long Way Home"                      | ガーネット・ミムズ・アンド・ジ・エンチャンターズ | |  |
| "It Was Easier to Hurt Her"                           | ガーネット・ミムズ・アンド・ジ・エンチャンターズ | クリス・ファーロウ、ダスティ・スプリングフィールド                                                                                              |  |
| "Looking for You"                                     | ガーネット・ミムズ・アンド・ジ・エンチャンターズ | クリス・ファーロウ |  |
| "Love Makin' Music"                                   | バリー・ホワイト                                 | |  |
| "Morning Light" ( Don Benolielとの共作)               | ルイ・ジョーダン                                 | ロイヤル・クラウン・レビュー |  |
| "Move Me No Mountain"                                 | ディオンヌ・ワーウィック                         | ハンク・クロフォード、チャカ・カーン、ソウル・II・ソウル、ラブ・アンリミテッド                                                                  |  |
| "My Baby"                                             | ガーネット・ミムズ・アンド・ジ・エンチャンターズ | ジャニス・ジョプリン、ヤードバーズ |  |
| "My Girl Awaits Me"                                   | ザ・キャッスルズ                                 | |  |
| "One Way Love"                                        | ザ・ドリフターズ                                 | ブライアン・フェリー |  |
| "Pata Pata"                                           | ミリアム・マケバ                                 | オシビサ、パーシー・フェイス |  |
| 心のかけら "Piece of My Heart"                        | アーマ・フランクリン                             | ビッグ・ブラザー&ホールディング・カンパニー、ダスティ・スプリングフィールド、ザ・ムーブ、ボニー・タイラー、フェイス・ヒル、ブライアン・フェリー |  |
| "Ring Bell"                                           | ミリアム・マケバ                                 | |  |
| "Stay with Me"                                        | ロレーン・エリソン                               | ウォーカー・ブラザーズ、ベット・ミドラー、テリー・リード、フィル・セイモア、マイケル・グリム、テン・ウィール・ドライヴ                          |  |
| "Stop"                                                | ハワード・テイト                                 | ジェイムス・ギャング、ジミ・ヘンドリックス、バンド・オブ・ジプシーズ、スーパー・セッション                                                      |  |
| "Sure Thing"                                          | ディオンヌ・ワーウィック                         | |  |
| タイム・イズ・オン・マイ・サイド "Time Is on My Side" | カイ・ウィンディング                             | アーマ・トーマス、ザ・ローリング・ストーンズ、ムーディー・ブルース、トレイシー・ネルソン                                                        |  |
| "Try (Just a Little Bit Harder)"                      | ロレーン・エリソン                               | ジャニス・ジョプリン |  |
| "What's It Gonna Be"                                  | ダスティ・スプリングフィールド                   | バーバラ・アクリン |  |
| "Where Did My Baby Go"                                | ポール・バターフィールド・ブルース・バンド       | |  |
| "You Better Believe It"                               | スモール・フェイセス                             | |  |
| "You Don't Know Nothing About Love"                   | カール・ホール                                   | ロレーン・エリソン、レネ・ゲイヤー |  |
| "You Got It"                                          | ダイアナ・ロス                                   | |  |